# بلس (الشحر)
'

تعديل مصدري - تعديل

بلس هي إحدى قرى عزلة الشحر بمديرية الشحر التابعة لمحافظة حضرموت، بلغ تعداد سكانها 82 نسمة حسب تعداد اليمن لعام 2004.